# Abadia de Mount St. Joseph (Roscrea)
A Abadia de Mount St. Joseph é uma abadia do ramo trapista dos Cistercienses localizada no Condado de Offaly, perto de Roscrea, no Condado de Tipperary na Irlanda.
A abadia foi fundada em 1878 por um grupo de 32 monges da Abadia de Mount Melleray, County Waterford, alguns anos antes, Arthur John Moore MP de Co. Tipperary visitou o Monte Melleray pedindo po ela. A igreja foi aberta ao culto em 1883, em 600 acres em Mount Heaton, Roscrea, e um internato - Cistercian College, Roscrea - foi fundado em 1905. O primeiro superior foi Dom Athanasius O'Donovan (nascido Daniel O'Donovan).
Mount St. Joseph contém vários vitrais criados por Harry Clarke ou seus estúdios. Três janelas na enfermaria, três janelas posteriores na capela do colégio e uma janela dos anos 1960 dedicada a São Patrício para a igreja da abadia. 
Três fundações foram feitas no Monte Saint Joseph - Nunraw (Escócia) em 1946, Tarrawarra (Austrália) em 1954 e na Abadia de Bolton, Moone, (Condado de Kildare) em 1964.
O nacionalista, Home Rule apoiando o MP católico, o conde Arthur John Moore, que doou a propriedade de seiscentos acres e os edifícios aos cistercienses, onde fica a abadia e o colégio, está enterrado no Monte St Josephs.

## Abades
- Dom Athanasius Donovan (Prior)
- Dom Camillus Beardwood (1887)
- Dom Justin McCarthy (1911)
- Dom Camillus Claffey (1944)
- Dom Eugene Boylan (1962)
- Dom Colmcille O'Toole (1964-2000)[2]
- Dom Laurence Walsh (2000)[3]
- Dom Kevin Daly

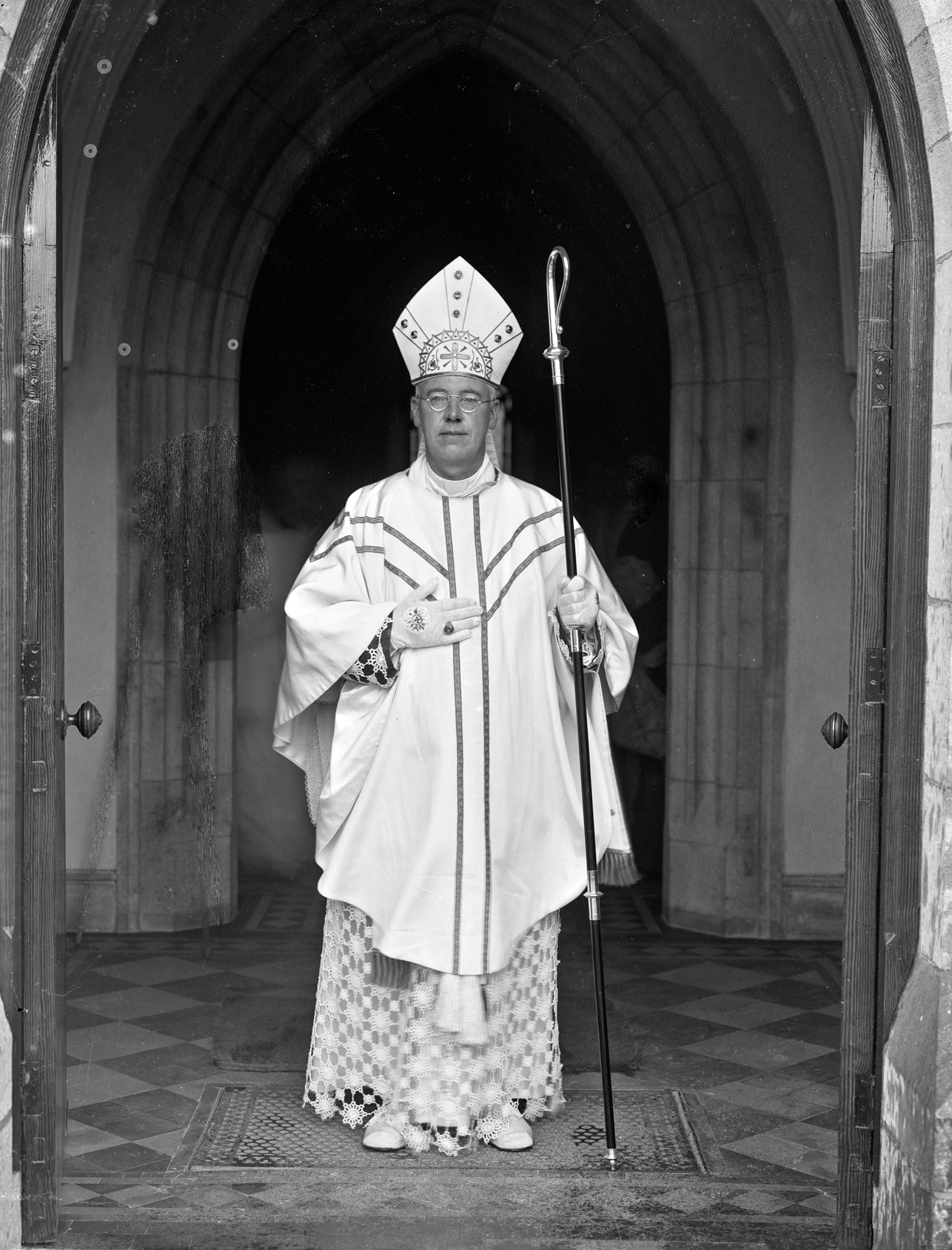
Rev. Cornelius Claffey (Abade de 1944 a 1962)

- Dom Richard Purcell (2009-2017) - tornou-se Abade do Monte Melleray
- Dom Malachy Thompson (Superior)[4]